# 黄玉麟

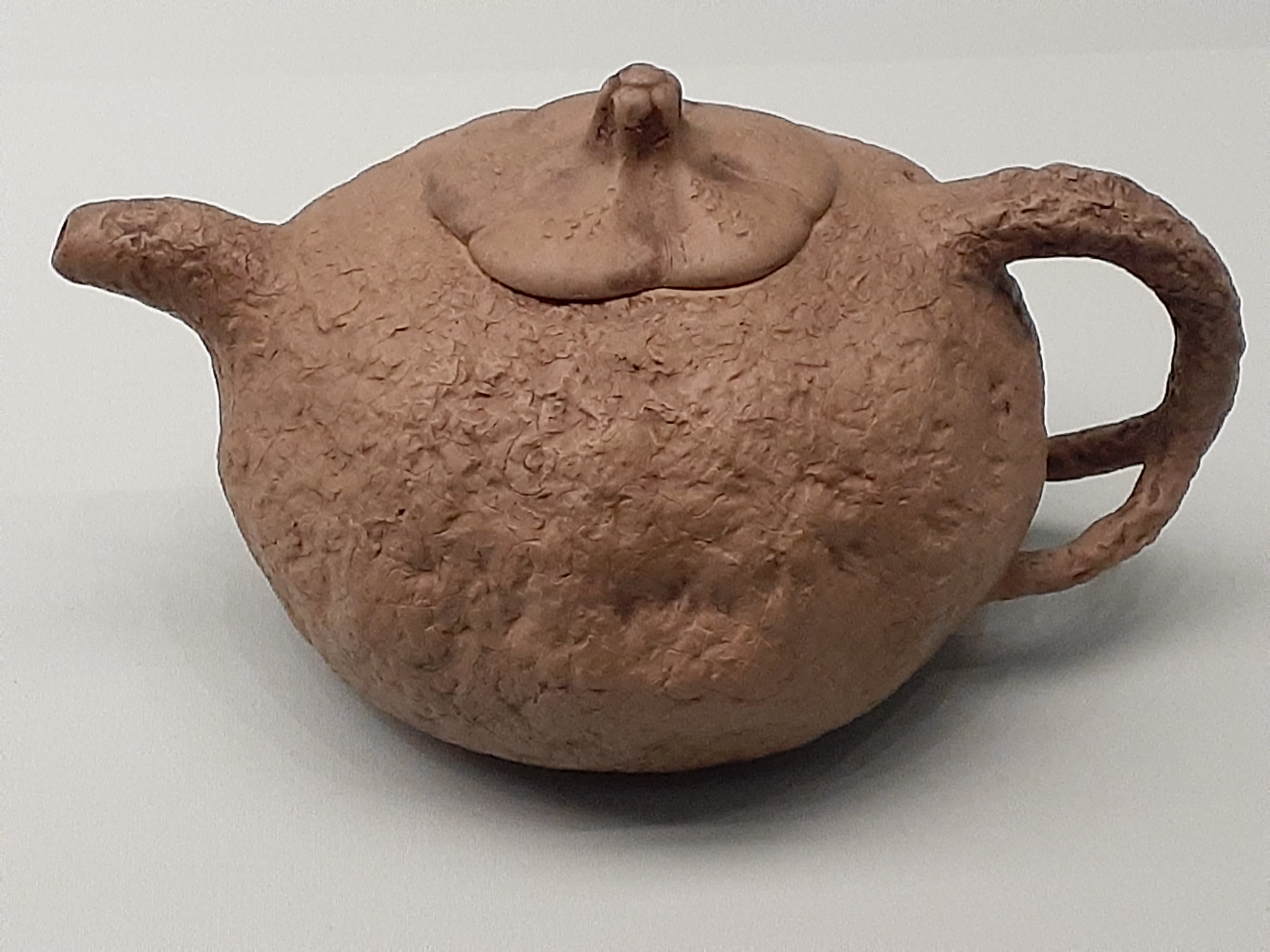
黄玉麟制仿供春树瘿壶（香港茶具文物馆藏）

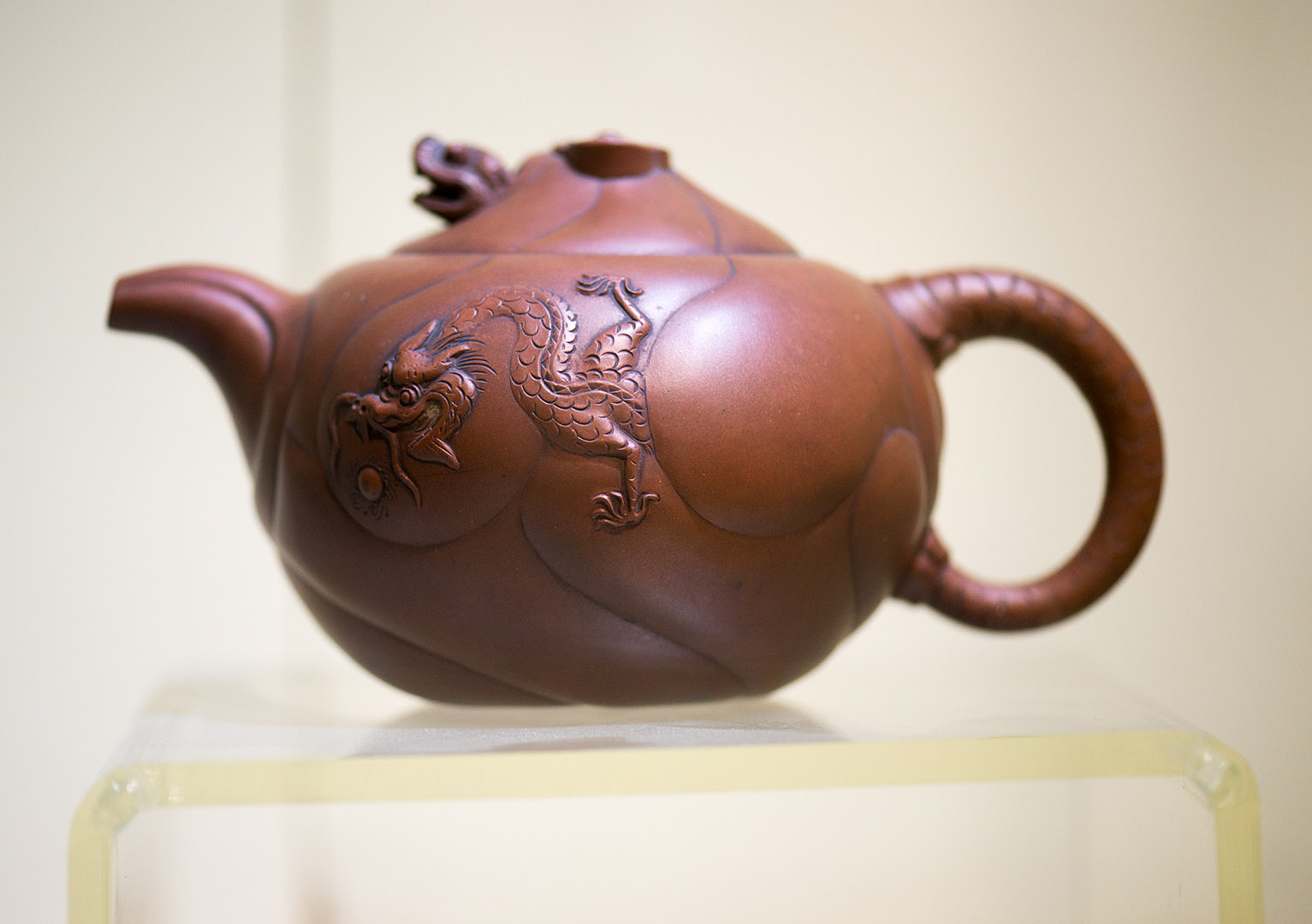
黄玉麟制鱼化龙壶（中国紫砂博物馆藏）

黄玉麟（1842年—1914年），又名玉林、玉麐，清末紫砂名家。

## 生平
黄玉麟是江苏宜兴丁蜀镇人，原籍丹阳，年幼丧父。13岁时师从同乡邵湘甫学习紫砂陶艺，三年出师。他擅长制作掇球壶、鱼化龙壶、供春壶、书扁壶、石瓢壶等壶型。此外还善制假山盆景，将皴法运用于假山制作之中。光绪二十一年（1895年），苏州金石书画大家吴大澂曾聘他制壶。他从吴氏收藏的青铜器、古陶器中汲取灵感，融入造壶之中。1914年，他在豫丰陶器厂厂房中过世。
顾景舟评价黄玉麟的成就“是自大亨后唯一杰出人物”。